# زوجات تحتمس الثالث الأجنبيات الثلاث
زوجات الملك تحتمس الثالث الأجنبيات الثلاث ، هن منهت ومنوي وميرتي، وقد كن زوجات ثانويات مولودات في أصول أجنبية ودفنّ معاً في مقبرة صخرية مؤثثة بشكل فخم في وادي جبانة القرود. اثنان من أسمائهن ينتميان لمجموعة اللغات غرب السامية على الرغم من أن أيا منهن لم تكن حورية. وكل منهم حصلت على لقب زوجة الملك. ومن غير المعروف ما إذا كانت هناك صلة قرابة بينهن حيث أن اللوجوه على أغطية أوانيهن الكانوبية مختلفة عن بعضها تماماً.

## مقبرتهن
تم اكتشاف مقبرتهن في الأصل في شهر أغسطس من العام 1916 في منحدرات الجبال الصحراوية في الوادي الجنوبي الغربي بالقرب من الأقصر - منطقة القرنة - وقد تم نهبها على الفور من قبل القرويين القرناويين.
وعندما تعقبت سلطات الآثار المصرية المسروقات في سبتمبر من ذلك العام، كان كل ما ترك في الموقع الأصلي هي الأشياء التي تجاهلها لصوص المقابر لعدم احتوائها على المعادن والأحجار النفيسة أو الذهب بوجه خاص. ويعتقد أنه كان هناك في الأصل ثلاثة دفنات سليمة في الموقع. فقط الأشياء الذهبية والحجرية نجت، أما الخشب والمومياوات قد تحللت للأسف بسبب الرطوبة من المياه التي تتدفق عبر المنحدرات أعلى المقبرة. وقد تم تتبع معظم بقايا الأثاث الجنائزي الباقي وتم شراؤها في «سوق الآثار» في ذلك الوقت، وكثير منها موجود الآن في متحف المتروبوليتان للفنون في نيويورك.
وبعض الكنوز الموجودة داخل المقبلة تشمل التيجان الذهبية، أعطية أصابع للقدمين وصنادل مغطاة بالذهب، أساور من العقيق والزجاج والذهب الأساور، بالإضافة لأوعية أخرى. وتم نقش كل من الأساور بخرطوش الملك تحتمس الثالث. ومن بين الأشياء الأخرى التي تم العثور عليها في المقبرة مرايا ذهبية مزخرفة برموز الإلهة حتحور، ومرايا فضية وزجاجية كذلك. وبينما المجموعة مثيرة للإعجاب، لم يكن أياً من التيجان المكتشفة يحمل الصل الملكي أو الرخمة الملكية المعتادة للتواجد على تيجان الملكات.
ومثل مقبرة الملكة حتشبسوت (مقبرة 20) التي وجدها هوارد كارتر في الوادي أ، قبر زوجات تحتمس الثالث الأجنبيات تم قطعه أيضا في الصخر على المنحدر. ومدخله، على الرغم من ذلك، «تم قطعه في منصة مرتفعة عن الأرض على بعد حوالي 10 أمتار من أرضية الوادي، تماما مثل مقبرة الملك تحتمس الثالث في وادي الملوك». وتتكون مقبرة منهت ومنوي وميرتي من غرفة واحدة غير مزينة بأبعاد حوالي 5 × 7.5 متر، ومن 1.5 إلى أكثر من 2 متر في الارتفاع.

## معرض صور

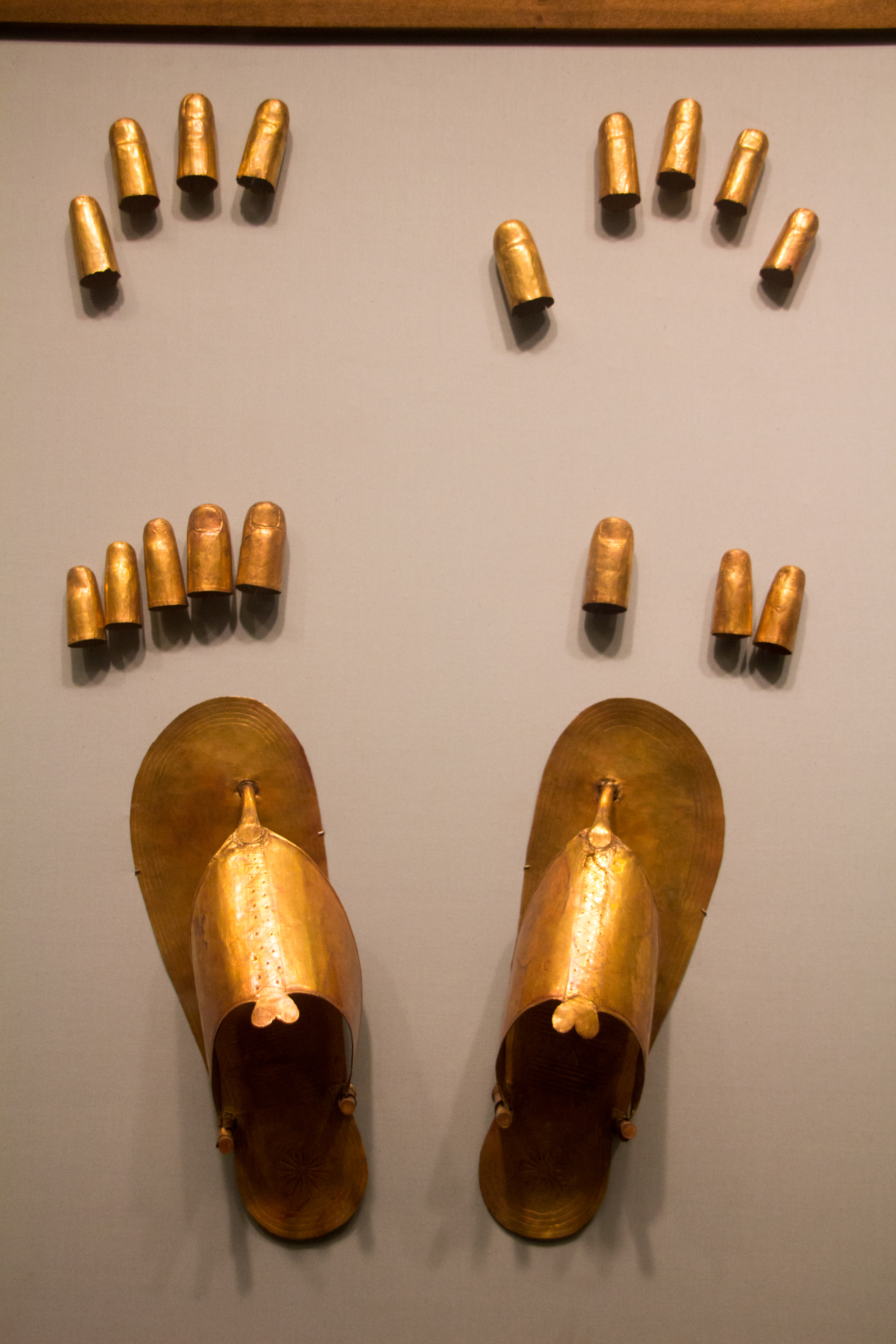
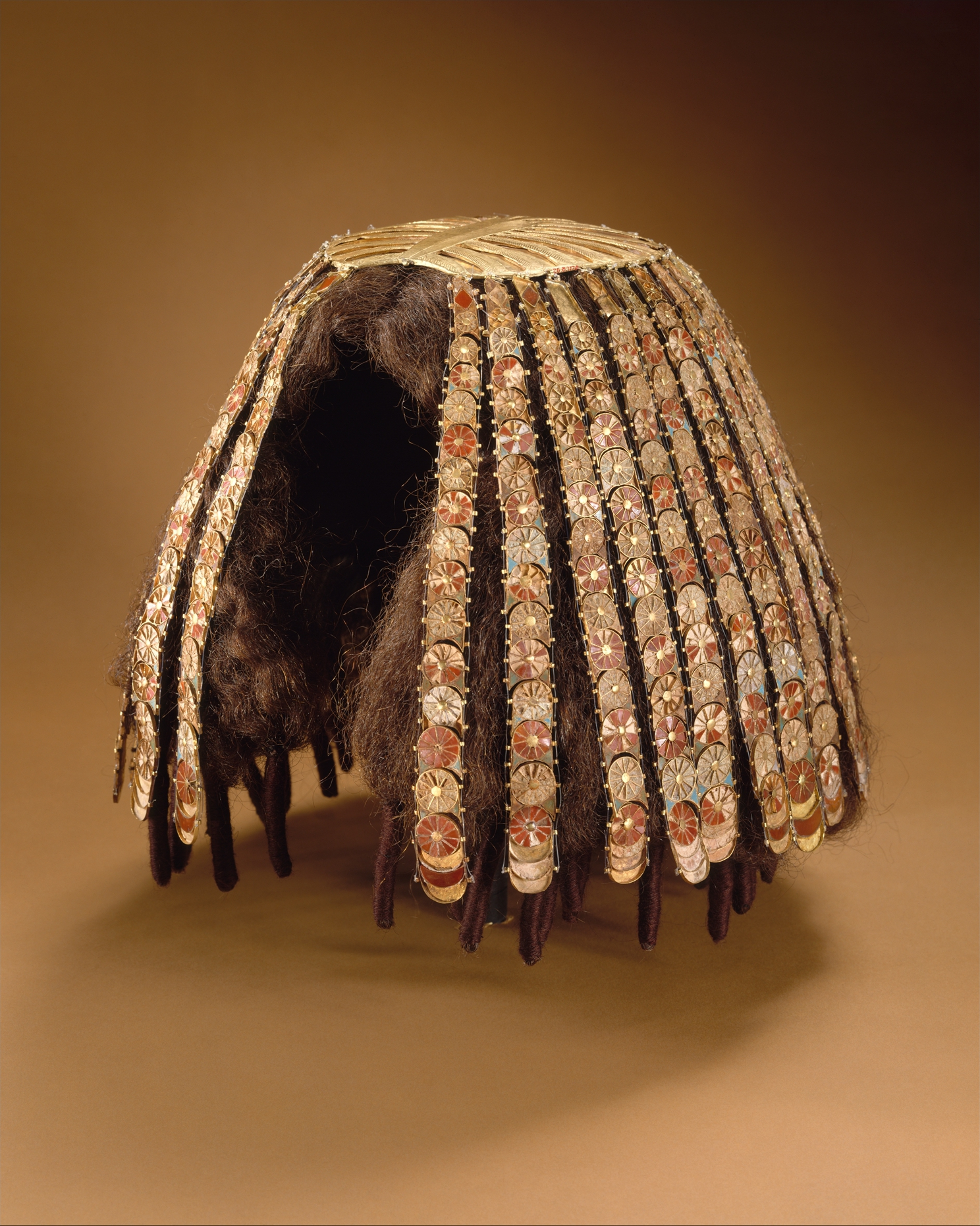
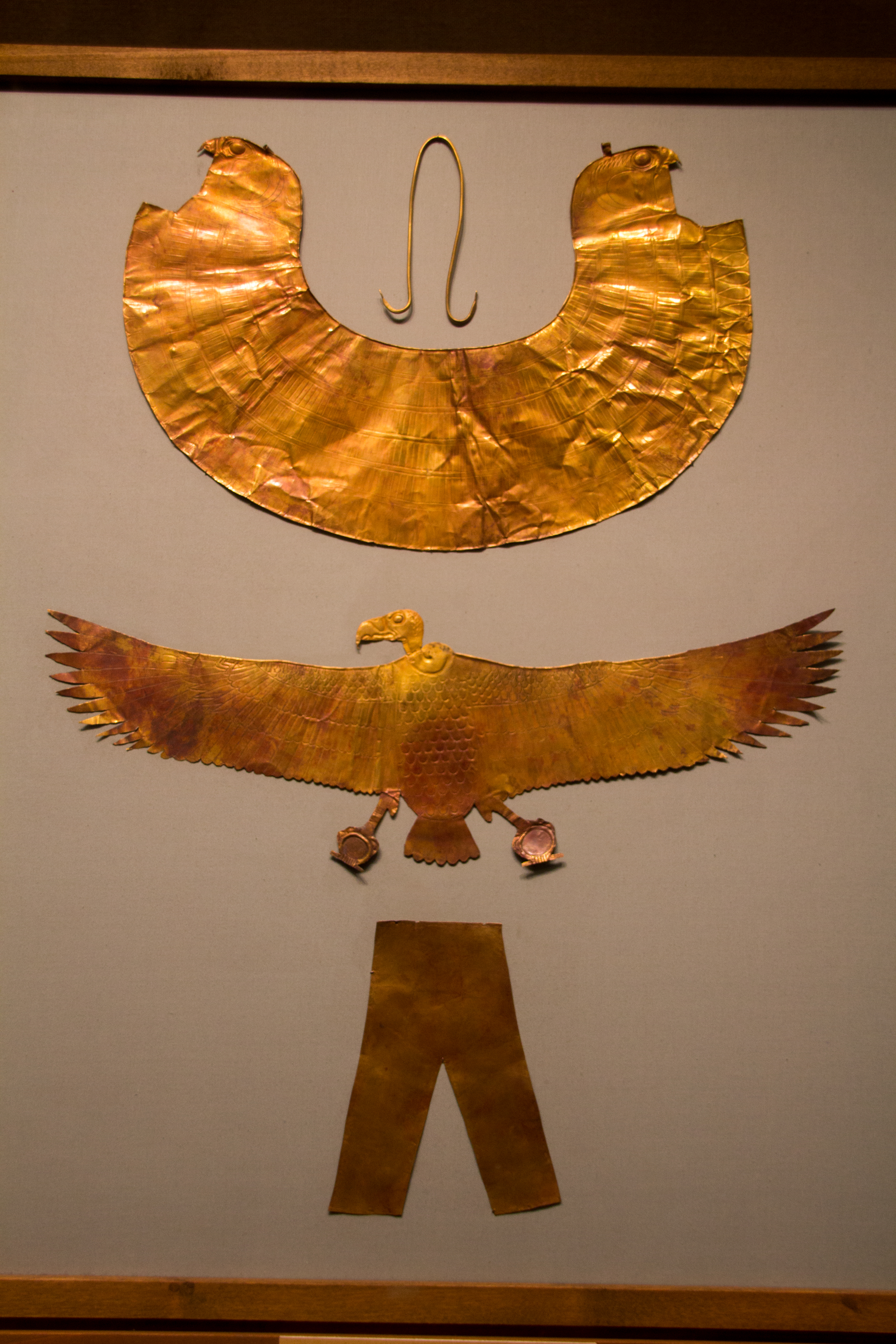